# سبرو
سبرو هي قرية في مقاطعة نائين، إيران. يقدر عدد سكانها بـ 88 نسمة بحسب إحصاء 2016.